# 공룡시대 13
공룡시대 13(The Land Before Time XIII: The Wisdom Of Friends)은 미국에서 제작된 찰스 그로스브너 감독의 2007년 애니메이션 영화이다. 코디 아렌스 등이 주연으로 출연하였다.

## 출연

### 주연
- 코디 아렌스
- 로건 아렌즈
- 앤디 맥아피
- 아리아 노엘 커즌
- 제프 베넷
- 롭 폴슨
- 쿠바 구딩 쥬니어
- 산드라 오
- 미리암 플린
- 안소니 스킬만
- 제시카 지